# Слънчев часовник
Слънчевият часовник е прибор, служещ за определяне на времето по Слънцето. Той се състои от гномон (пръчка или пластинка), хвърлящ сянка, и циферблат, върху който пада сянката, показвайки истинското слънчево време. В зависимост от разположението на плоскостта на циферблата се различават екваториални, хоризонтални и вертикални слънчеви часовници. При всички тях гномона се ориентира паралелно на земната ос и пресича циферблата в неговия център. Деленията на циферблата, съответстващи на пладне, се намират на плоскостта на меридиана, преминаващ през този център.
При екваториалните слънчеви часовници плоскостта на циферблата е паралелна на плоскостта на небесния екватор. Циферблатът е разделен на равноотстоящи деления, като 360° = 24 часа.
При хоризонталните слънчеви часовници циферблатът е хоризонтален, а деленията по него се нанасят в съответствие с формулата: tgX = tgT x sinJ, където X – ъгълът при центъра на циферблата между отделните деления и линията на пладне, T – часовият слънчев ъгъл (истинското слънчево време), J – географската ширина на мястото. Деленията, съответстващи на 6 и 18 часа, винаги са перпендикулярни на линията на пладне.
Вертикалните слънчеви се разполагат обикновено по стените на различни постройки, вследствие на което плоскостта на циферблата може да се окаже в различен азимут. В тези слънчеви часовници деленията са симетрични относно линията на пладне, само при ориентирането на циферблата перпендикулярно на меридиана. В този случай формулата за разграфката на циферблата има следния вид: tgX = tgT x cosJ. Съществуват и конструкции на преносими слънчеви часовници.
Положението на сянката по циферблата показва истинското слънчево време. З привеждането му към средното слънчево време е нужно да се прибави уравнение за времето, а за получаването на поясното време трябва да се въведе и допълнителна поправка, зависеща от номера на часовия пояс за даденото място и неговата географска дължина. Точността на определяне на времето на слънчевите часовници обикновено е с грешка до няколко минути.
Първите слънчеви часовници са създадени в Древен Египет. Тези часовници се споменават дори в Библията. Те са познати на хората от древни времена. Появяването им е свързано с момента, в който човекът осъзнава връзката между посоката и дължината на сянката и положението на Слънцето.